# World Boxing Association
La World Boxing Association (WBA) est l'une des 4 grandes fédérations internationales de boxe anglaise professionnelle avec la WBC, l'IBF et la WBO. Fondée aux États-Unis en 1921 sous le nom de National Boxing Association, elle est également la plus ancienne. En 1962, son nom est changé pour devenir ce qu'il est actuellement afin de refléter le caractère mondial de l'association.

## Différents titres
Outre les titres de champion du monde appelés champion régulier WBA et champion par intérim, la WBA décerne le titre de super champion à un champion en titre (régulier) ayant conservé sa ceinture plusieurs fois (5 fois). La WBA décerne également des titres inférieurs, de champion WBA Gold.

## Liste partielle des dirigeants
| Identité                           | Période       | Période | Durée |
| Identité                           | Début         | Fin     | Durée |
| ---------------------------------- | ------------- | ------- | ----- |
| Gilberto Mendoza (en) (né en 1970) | décembre 2015 |         |       |